# Jean-Claude Selini
Pas d'image ? Cliquez ici
Jean-Claude Selini (né le 18 avril 1954 à Sétif dans la région des Hauts Plateaux en Algérie) est un pilote français de moto.

## Biographie
Après un début d'études en dessin industriel, dès l'âge de seize ans il se lance dans la vie active, groom puis télégraphiste, il est ensuite chasseur dans un grand hôtel pour gagner sa vie et aider financièrement sa mère divorcée à élever ses frères et sœurs ; il est le seul à apporter un revenu au foyer. Il vit à Maisons-Alfort et se passionne déjà pour la moto. Il apprend à les entretenir, aidé par un garagiste bienveillant, ce qui lui sera utile pour la compétition, car il préparera ses propres moteurs et ceux de certains collègues. Lorsqu'il commence la compétition, il est chauffeur de poids lourds,.
Jean-Claude Selini a fait ses débuts dans la compétition moto en 1977 au Grand Prix moto de France sur Morbidelli dans la catégorie 125 cm3.
Il fait toute sa carrière de pilote dans cette catégorie. À partir de la saison 1980, il pilote une MBA puis une Honda de la saison 88 à la saison 1991, année où il clôt sa carrière.
Il obtient sa seule et unique victoire à domicile lors du Grand Prix moto de France 1982 disputé sur le Circuit Paul Armagnac à Nogaro.
Au total, Jean-Claude Selini a glané une victoire et cinq podiums, et a pour meilleure position 6e au classement général.
Engagé également en championnat d'Europe, il termina deux fois troisième au classement général lors des saisons 1981 et 1987.
Il a aussi piloté en championnat de France, toujours en 125 cm3. Il a été sacré champion à 7 reprises de 1982 à 1989 ; seule l'année 1986 lui fait défaut avec Patrick Daudier sacré champion. Il a également été sacré à une reprise en open. Il reste encore aujourd'hui le plus titré dans ce championnat,.
Après l'arrêt de la compétition, il est employé par le Ministère de la Défense pour réparer des motos. Il est marié et a deux enfants.

## Palmarès
- Victoire en 125 cm3 lors du Grand Prix moto de France 1982[5],[6],[7].

- 8 fois champion de France

## Documentaires audiovisuels
- En 1972, à l'âge de 16 ans, il est le sujet d'un documentaire de la Télévision française (ORTF). « Interrogé chez lui à Maisons-Alfort et sur son lieu de travail, un grand hôtel dans lequel il est chasseur de nuit à Paris, Jean Claude, un adolescent de 16 ans, raconte sa journée de travail ainsi que son rêve de devenir concierge d'hôtel. Il parle de sa vie depuis le divorce de ses parents, de l'absence de son père, des responsabilités vis-à-vis de ses frères et sœurs. » Jean-Claude, 16 ans, se débrouille seul en 1972 | INA Société
- Cinquante ans plus tard, dans le cadre de sa série Que sont-ils devenus ?, l'INA le retrouve et revient pour le questionner sur la suite de sa vie et éclairer le documentaire de 1972. On a retrouvé Jean-Claude, l'ado qui se débrouillait seul en 1972  | INA Société

### Sources
1. ↑   [vidéo] « Jean-Claude, 16 ans, se débrouille seul en 1972 | INA Société »INA Société, 9 novembre 2023, 22:41 min (consulté le 29 juillet 2024)
2. ↑   [vidéo] « On a retrouvé Jean-Claude, l'ado qui se débrouillait seul en 1972 🏍️ | INA Société »INA Société,‎ 23 juillet 2024, 9:19 min (consulté le 29 juillet 2024)
3. ↑   [vidéo] « On a retrouvé Jean-Claude, l'ado qui se débrouillait seul en 1972 🏍️ | INA Société »INA Société,‎ 23 juillet 2024, 9:19 min (consulté le 29 juillet 2024)
4. ↑  « CHAMP FRANCE », sur racingmemo.free.fr (consulté le 31 octobre 2024)
5. ↑  « Qui sont ces cinq Français qui ont triomphé au Mans ? », sur The Official Home of MotoGP, 19 mai 2018 (consulté le 4 août 2024)
6. ↑  « 1982: Jean-Claude Selini. », sur www.caradisiac.com (consulté le 4 août 2024)
7. ↑  Nicolas Pascual, « Rétro : L’histoire du circuit de Nogaro ! », sur Paddock GP, 7 février 2021 (consulté le 4 août 2024)

- (it) Cet article est partiellement ou en totalité issu de l’article de Wikipédia en italien intitulé « Jean-Claude Selini » (voir la liste des auteurs).